# Fergus McCann
Fergus McCann est un entrepreneur et homme d'affaires canadien, né en Écosse en 1942. 
McCann est notamment célèbre pour avoir sauvé de la faillite le Celtic Football Club de Glasgow en 1994 et ouvert largement le capital du club aux supporters à son départ en 1999. En effet, le 4 mars 1994, Kevin Kelly, McGinn, Grant et Farrell vendent leurs parts majoritaires à l'homme d'affaires canadien Fergus McCann, qui renfloue le club avec l'aide d'un groupe d'investisseurs . Il quitte la direction du club en février 1999 et lègue une partie de ses parts aux supporteurs du Celtic. 